# Red pudding

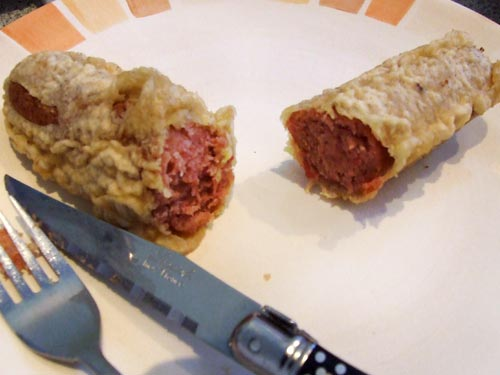
Un red pudding rebozado y frito de chip shop, de unos 20 cm de largo, cortado por la mitad.

El red pudding es una receta de carne servida principalmente en chip shops de partes de Escocia como alternativa al pescado. Consiste en panceta, ternera, oporto, corteza de cerdo, sebo, rusks, especias, sal, caldo de ternera, grasa de ternera y colorante. 
A la masa se le da forma de salchicha de unos 20 cm de largo, resultando similar a la morcilla (black pudding) y al white pudding. Para que mantenga la forma se recubre con un rebozado grueso antes de freírlo. Se vende solo como single red, o acompañado con patatas fritas como red pudding supper. 
Se dice que el sabor es parecido al saveloy, un tipo de salchicha de cerdo, aunque la salchicha rebozada también se sirve en Escocia (apareciendo junto al red pudding en los menús) y es más parecida al saveloy.
También hay un red pudding hecho completamente de cerdo, muy condimentado y finamente picado, que se identifica por su envoltorio rojo. Esta variante era tradicionalmente elaborada por los carniceros «alemanes» de algunas partes de Escocia, principalmente la costa este. Este red pudding es completamente diferente al vendido en chip shops, y tradicionalmente se preparaba para desayunar, a menudo en lugar de la salchicha.
Algunos red puddings no saben como el saveloy porque no llevan carne ahumada, sino una cantidad bastante grande de pimiento, y tienen un color bastante pálido.